# Camille Gutt
Camille Gutt (14. listopadu 1884 Brusel – 7. června 1971 tamtéž) byl belgický ekonom a politik. 
Narodil se jako Camille Guttenstein v židovské rodině, která konvertovala k protestantismu. Jeho otec Max Guttenstaein byl literát, který přišel do Belgie roku 1877 z Rakouska-Uherska. Na Bruselské svobodné univerzitě Camille Gutt vystudoval právo a politickou vědu. Po absolutoriu pracoval jako advokát a přispíval do časopisu L'Éventail. Za první světové války sloužil v belgické občanské gardě a pak bojoval v řadách francouzské armády na řece Yser. 
Po válce působil v reparační komisi Pařížské mírové konference, pak pracoval v investiční bance Société Générale de Belgique a v belgické pobočce Ford Motor Company. Byl ministrem financí ve vládách Georgese Theunise (1934–1935) a Huberta Pierlota (1939–1940). Za druhé světové války působil v londýnské exilové vládě jako ministr financí, dopravy a hospodářství. Zasloužil se o zavedení celní unie mezi zeměmi Beneluxu. 
V roce 1944 zahájil měnovou reformu nazývanou Guttova operace, která díky zablokování účtů a výměně bankovek snížila inflaci a pomohla stabilizovat poválečnou belgickou ekonomiku. Zúčastnil se jednání v Bretton Woods a v roce 1946 se stal prvním generálním ředitelem Mezinárodního měnového fondu. Ve funkci působil do roku 1951, pak se vrátil do Bruselu a pracoval v tamní Banque Lambert.
Vydal knihu vzpomínek na válečná léta La Belgique au carrefour 1940–1944. Byl mu udělen Řád Leopolda a Řád čestné legie, bruselská univerzita uděluje na jeho počest Cenu Camille Gutta pro badatele v oboru ekonomie.
Jeho manželkou byla Claire Fricková, dcera politika Henriho Fricka a reprezentantka Belgie v plavání. Měli tři syny, starší Jean-Max a François padli ve druhé světové válce, nejmladší Etienne se stal předsedou ústavního soudu.